# Aloys Butzkamm
Aloys Butzkamm (* 14. Februar 1935 in Elben; † 28. Dezember 2016 in Dortmund) war ein deutscher römisch-katholischer Theologe, Priester, Psychologe und Kunsthistoriker.

## Leben und Wirken
Nach dem Besuch der Volksschule in Elben und des Gymnasiums in Olpe, welches er im Jahre 1955 mit dem Abitur abschloss, studierte er Theologie und Psychologie in Paderborn und Freiburg im Breisgau. Nach der Priesterweihe, die er am 22. Juli 1960 in Paderborn empfing, wirkte er als Vikar in Hagen-Eilpe und Letmathe-Grüne. Danach wirkte er als Diözesanjugendseelsorger des Erzbistums Paderborn, als Vikar in Castrop-Rauxel und als Pfarrvikar in Letmathe-Stübeken.
Als Pfarrvikar  stand er sodann der  Kirchengemeinde „Maria Königin“ in Dortmund-Eichlinghofen vor.
Neben seiner beruflichen Tätigkeit studierte er Psychologie und Kunstgeschichte an der Ruhr-Universität Bochum und schloss diese Studien 1990 mit der Promotion zum Dr. phil. ab.
Nebenberuflich wirkte Butzkamm auch als klinischer Psychologe in verschiedenen Kliniken.
2000/2001 unterrichtete er ein Jahr an der Dormitio in Jerusalem.
Im Jahr 2010 hatte er für einige Monate eine Pfarrvertretung der Deutschen katholischen Gemeinde Sankt Paul in Istanbul inne.
Viele Jahre war Butzkamm nebenamtlich Ansprechpartner für Fragen des Islam des Erzbistums Paderborn sowie  Diözesanvorsitzender des Deutschen Vereins vom Heiligen Lande.
Neben seinen vielfältigen Tätigkeiten trat er als Autor zahlreicher Bücher aus Theologie, Psychologie und Kunstgeschichte sowie zum interreligiösen Dialog hervor.
Butzkamm war Mitglied des Lions-Clubs.
Aloys Butzkamm wurde auf dem Friedhof seiner Heimatpfarrei in Wenden beigesetzt.

## Werke
- Allah ist größer, die Welt des Islam, Leutesdorf (am Rhein) : Johannes-Verlag 1973  	ISBN 3-7794-0560-1
- Autogenes Training : nach Johann Heinrich Schultz Leutesdorf : Johannes-Verlag  1980  ISBN 3-7794-0759-0
- Bild und Frömmigkeit im 15. Jahrhundert : der Sakramentsaltar von Dieric Bouts in der St.-Peters-Kirche zu Löwen Paderborn : Bonifatius 1990 (zugl. Dissertation Ruhr-Uni Bochum)  ISBN 3-87088-615-3
- Moderne Kunst : Hilfen zum Verständnis Paderborn : Bonifatius 1992 ISBN 3-87088-690-0
- Christliche Ikonographie : zum Verstehen mittelalterlicher Kunst Paderborn : Bonifatius 1997 ISBN 3-87088-932-2
- Wer glaubt was? - Religionsgemeinschaften im Heiligen Land (als Herausgeber) Paderborn : Bonifatius 1998 ISBN 3-89710-021-5
- Mit der Bibel im Heiligen Land Paderborn : Bonifatius 1999 ISBN 3-89710-076-2
- Christliche Ikonographie : zum Verstehen mittelalterlicher Kunst 2., überarb. Aufl. Paderborn : Bonifatius 2001 ISBN 3-89710-199-8
- Im Namen Allahs, des Allbarmherzigen : eine kleine Einführung in den Islam Paderborn : Bonifatius 2002 ISBN 3-89710-234-X
- Ein Tor zum Paradies : Kunst und Theologie auf der Bronzetür des Hildesheimer Domes Paderborn : Bonifatius 2004 ISBN 3-89710-275-7
- Faszination Ikonen Paderborn : Bonifatius 2006 ISBN 978-3-89710-356-6 ISBN 3-89710-356-7
- Mit der Bibel im Heiligen Land Erweiterte Neuauflage Paderborn:Bonifatius ISBN 978-3-89710-401-3
- Mein Istanbuler Tagebuch : ein katholischer Pfarrer am Bosporus Paderborn:Bonifatius 2010 ISBN 978-3-89710-475-4
- Kirchen in den Blick nehmen : Architektur und Ausstattung  Paderborn:Bonifatius 2011 ISBN 978-3-89710-436-5
- Ich bin nie gelobt worden : Einsichten in die menschliche Psyche Paderborn : Bonifatius 2012 ISBN 978-3-89710-528-7
- Ich sehe dich in tausend Bildern, Maria : Mariendarstellungen zwischen Tradition und Moderne  Paderborn : Bonifatius 2014 ISBN 978-3-89710-590-4
- Im Namen Allahs, des Allbarmherzigen : eine kleine Einführung in den Islam Paderborn 2. überarbeitete Auflage : Bonifatius 2016